# Сокорнов Василь Никандрович

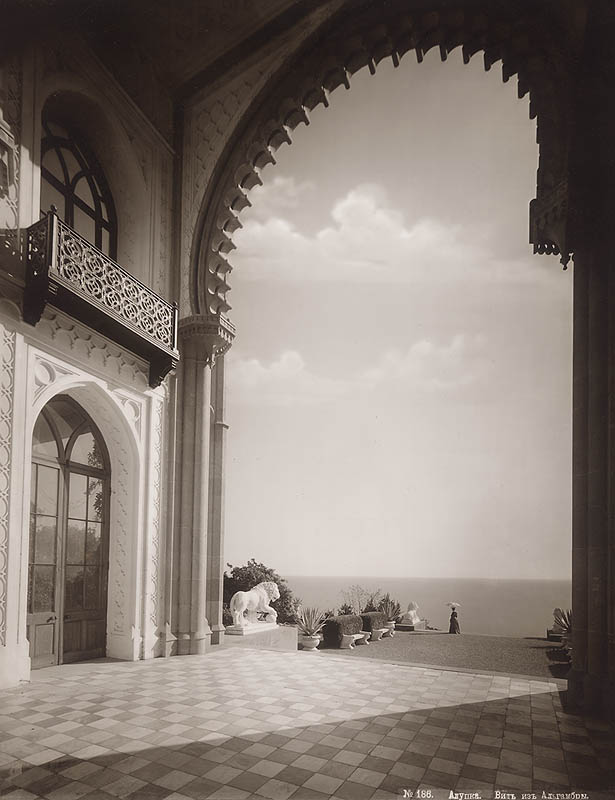
Алупка. Вид із Альгамбри. 1898—1902 рр.

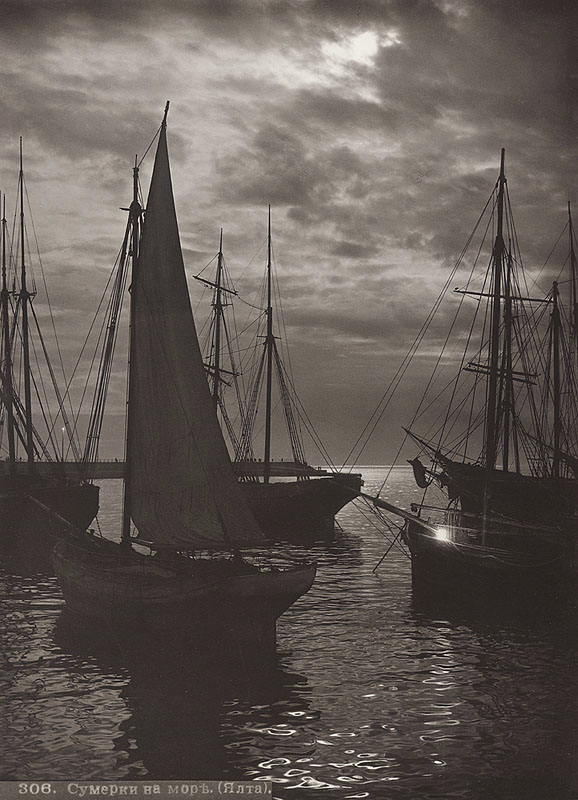
Сутінки на морі. Ялта. 1900-і

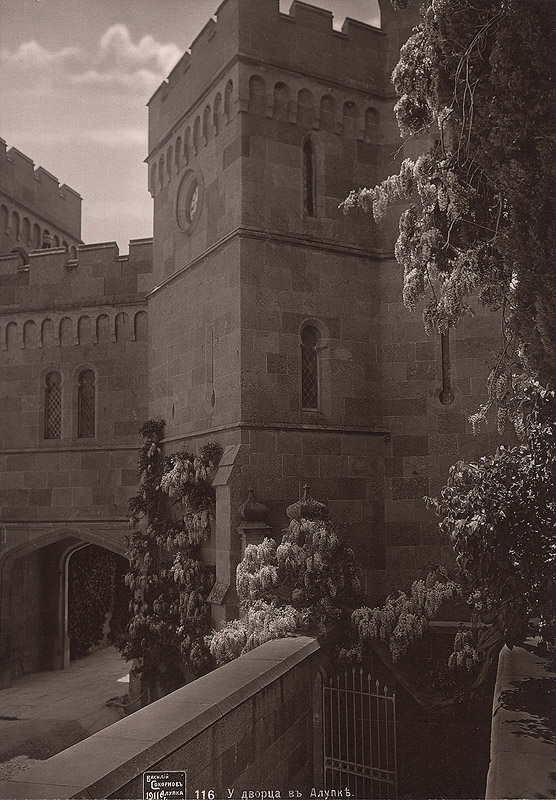
Біля палацу в Алупці. 1898—1902 рр.

Сокорнов Василь Никандрович (рос. Сокорнов Василий Никандрович; 27 лютого 1867 — 22 квітня 1946) — фотограф, який жив і працював у Криму.

## Дитинство і навчання
Сокорнов Василь Никандрович народився 27 лютого 1867 року в селі Васильєвське Владимирської губернії у звичайній сільській родині. Отримав початкову освіту у Лушніковському училищі під Воронежем, потім навчався в Імператорській Академії мистецтв. 1887 року був зарахований вільним слухачем на відділення живопису Петербурзької Академії мистецтв. Тоді ж він влаштувався ретушером до фотоательє майстра Пазетті, навчившись там виготовляти художнє оформлення та фотопластинки.
У хлопця різко погіршилося здоров'я і через підозру на туберкульоз лікарі порадили йому поїхати із Санкт-Петербурга у більш здорову місцевість.

## Початок кар'єри
Завдяки фінансовому сприянню Товариства заохочення художників Василь Сокорнов переїхав на південний берег Криму, до Алупки, в останнє десятиліття XIX століття. Там він зупинився у будинку молодої вдови Катерини Стаховської. Здоров'я його поліпшилося, але малювання не давало можливості заробляти, тому він позичив гроші на фотообладнання у Стаховської й почав фотографувати. Перші 50 фотокарток фотограф хотів здати у магазин Девичинського, куди здавав і свої етюди, але власник йому спершу відмовив через високу ціну. Князь Фелікс Юсупов-Сумароков, який тоді був у крамниці, викупив у нього усі 50 фотографій за 25 рублів. Після цього Сокорнов почав отримувати замовлення на свої роботи від Девичинського і незабаром став відомим не тільки у Криму.
Кримські фото Сокорнова отримали нагороду — бронзову медаль — на Всесвітній універсальній виставці в Парижі (1900), де його представила фірма Пазетті. Він також отримав нагороду на міжнародній художньо-фотографічній виставці у Санкт-Петербурзі, що відбулася з нагоди двохсотліття міста. Його світлини публікували в ілюстрованих журналах «Нива», «Солнце России», «Открытое письмо». Більше 20 робіт було використано у книзі Левка Симиренка «Крымское промышленное плодоводство» (1912). Він також отримав срібну медаль на ще одній міжнародній виставці в Санкт-Петербурзі, а також на фотографічній виставці в Києві.
1908 року Сокорнова прийняли до Російського фотографічного товариства, що давало йому можливість вільно фотографувати по території всієї Російської імперії, а також давало суттєві знижки на придбання фотоматеріалів.
Є відомості про співпрацю фотографа із такими видавцями: Абільтаар Умеров (Бахчисарай); акціонерне товариство «Гранберг» та видавницто «Ернст Г. Сванстрем та син» (Стокгольм); бібліотека Ю. В. Волкової, Дмитро Николич, З. В. Несвітайлова та «Фотографія І. Семьонова» (Ялта); бібліотека та книжкова крамниця Девичинського (Алупка); видавництво «Община Св. Євгенії» Червоного Хреста (Санкт-Петербург); «Котрагенство печаті», «Торговий дім Еккєль і Калах» та «Шерер, Набгольц і Ко» (Москва); «Сєвєрне іздательство» та «Штенгель і Ко» (Дрезден). Достовірні дані про це можливі тільки із 1911 року, коли видавці почали вказувати фотографів на фото та поштових картках, відповідно до постанови щодо авторського права. Ю. В. Волкова та І. Семьонов були серед перших видавців робіт Сокорнова, також відомо принаймні шість видань листівок силами самого Сокорнова.
1912 року Василь Никандрович отримав замовлення від Юсупов-Сумарокова на фотозйомку його маєтку.

## Радянський період
Фотоательє Сокорнова працювало до 1927 року, хоча після подій Першої світової війни та Жовтневого перевороту його прибутків не було досить. 1928 року, після ліквідації приватних фотозакладів, Сокорнов влаштувався на роботу до видавництва «Кримвидав» і став автором його логотипу. Його листівки перевидавалися, але через скорочення терміну дії авторського права до п'яти років і примусовий продаж прав на фотороботи державі за символічний гонорар, Сокорнов не отримав очікуваних прибутків. 1930 року видавництво «Кримвидав» отримало понад 1300 авторських негативів фотографа.
1937 року Сокорнов дуже успішно взяв участь у фотовиставці.

## Останні роки життя
1944 року, наприкінці війни, Сокорнов фотографував солдат та офіцерів, що реабілітовувалися в госпіталях Криму. 100 своїх найкращих робіт Скоронов особисто апередав до Алупкинського музею-палацу, але світлини зникли, коли музей перетворили на державну дачу.
22 квітня 1946 року Василь Никандрович помер. Він похований на страрому алупкинському цвинтарі.

## Читати далі
- Ёлкин В. Желанные весточки с Юга. Крым в зеркале открыток//Василий Сокорнов. Виды Крыма. — СПб: Государственный центр фотографии, 2006. — С.31.
- Морозов С. Атрибуция произведений Василия Сокорнова по открыткам// Василий Сокорнов. Виды Крыма. — СПб: Государственный центр фотографии, 2006. — С.33.
- Прибой волн. Алупка: [Открытое письмо]/ Изд. Фотографа И. Семёнова в Ялте. — Stogolm: Granberg K. A., Б.г.